# U-206
U-206 — средняя немецкая подводная лодка типа VIIC времён Второй мировой войны.

## История
Заказ на постройку субмарины был отдан 16 октября 1939 года. Лодка была заложена 17 июня 1940 года на верфи «Германиаверфт» в Киле под строительным номером 635, спущена на воду 4 апреля 1941 года. Лодка вошла в строй 17 мая 1941 года под командованием оберлейтенанта Герберта Опица.

### Флотилии
- 17 мая — 1 июня 1941 года — 3-я флотилия (учебная)
- 1 июня — 30 ноября 1941 года — 3-я флотилия

### История службы
Лодка совершила 3 боевых похода. Потопила 2 судна суммарным водоизмещением 3 283 брт и один военный корабль водоизмещением 925 тонн. Пропала без вести в Бискайском заливе, к западу от Сен-Назера после 30 ноября 1941 года в районе с примерными координатами 47°05′ с. ш. 02°40′ з. д.. Предположительно погибла на минном поле «Beech», выставленном самолётами британских ВВС. 46 погибших (весь экипаж).
До августа 1991 года историки считали, что U-206 была потоплена 30 ноября 1941 года в Бискайском заливе к западу от Нанта Франция, в районе с координатами 46°55′ с. ш. 07°16′ з. д. глубинными бомбами с британского самолёта, однако этой атаке подверглась U-71, скрывшаяся неповреждённой.